# Le Dossier Chelsea Street (téléfilm, 1962)
Pour plus de détails, voir Fiche technique et Distribution.
Le Dossier Chelsea Street est un téléfilm de fiction policière réalisée par Marcel Bluwal, sur un scénario de Walter Weideli. Produit par l’ORTF, ce téléfilm est diffusé pour la première fois par la télévision française le .

## Synopsis
Trois personnages, un seul décor, une action intériorisée... À Londres, en 1927, un père est soupçonné d'avoir empoisonné son enfant de trois ans. Crime ? Négligence ? Accident ? Le policier, chargé d'instruire le dossier George Steward, domicilié à Chelsea Street, essaye de comprendre ce qui s'est passé. Il cherche des motifs politiques. En effet, Steward, architecte idéaliste, ne déteste-t-il pas secrètement son beau-père, politicien "opportuniste" ? N'a-t-il pas cherché à lui nuire en créant un monstrueux scandale? Tout oppose ces deux hommes : conception de la vie, sens des valeurs, condition sociale, fortune. Soudain un second policier entre et murmure à l'oreille de son collègue quelques mots. Tous deux s'éloignent et laissent le prisonnier seul, anxieux. 

## Fiche technique
- Titre : Le Dossier Chelsea Street
- Réalisation : Marcel Bluwal
- Scénario : Walter Weideli
- Production : ORTF
- Directeur de la photographie : André Bac
- Cameraman : Jean Prépoint
- Ingénieur du son : Maurice Teboul
- Montage : Jean-Claude Huguet
- Costumes : Anne-Marie Marchand
- Décors : Jacques Chalvet, Armand Braun
- Pays d'origine : France
- Durée : 71 minutes
- Genre : drame film policier
- Format : N&B — 16 mm
- Date de diffusion : 30 septembre 1962

## Distribution
- Pierre Vaneck : Steward, le prisonnier
- Georges Géret : 1er policier
- Guy Tréjan : 2e policier

## DVD et Blu-ray
Ce téléfilm est édité en DVD par l'INA en 2015, dans le cadre de la collection DVD « les inédits du polar ».